# چمیک هولدسکلو
چمیک هولدسکلو (انگلیسی: Chamique Holdsclaw؛ زادهٔ ۹ اوت ۱۹۷۷) بازیکن بسکتبال اهل ایالات متحده آمریکا بود.
وی در مسابقات کشوری و بین‌المللی در مجموع برندهٔ ۲ مدال طلا شده‌است.